# Cyanidine

Cyanidin-3-O-glucoside

La cyanidine ou cyanidol est un composé organique naturel de la famille des anthocyanidols. C'est un pigment coloré relativement instable qui se rencontre rarement sous forme libre dans les tissus végétaux mais plutôt sous une forme glycosylatée plus stable. Il est présent dans les fruits rouges et les pétales rouges ou bleus de beaucoup de fleurs.
En 1913, le chimiste Allemand Richard Willstätter et ses collaborateurs publièrent les premiers études sur les pigments végétaux. Ils nommèrent cyanidin le pigment des bleuets d'après son nom Centaurea cyanus.

## Propriétés
La cyanidine fait partie avec la delphinidine, la pélargonidine, la malvidine, la péonidine et la pétunidine, des principaux anthocyanidols rencontrés dans la nature. Dans ce groupe, elle se caractérise par la présence de deux groupements hydroxyles en position 3' et 4' sur le cycle aromatique B (voir table 2 pour la numérotation).
En raison de son noyau flavylium possédant une forte réactivité avec les nucléophiles, le cyanidol est une molécule relativement instable et rarement présente sous forme libre dans les tissus végétaux.
Sa glycosylation lui confère une meilleure stabilité et solubilité.
Dans les tissus des plantes, la biosynthèse d'un hétéroside de la cyanidine, comme la cyanidine-3-glucoside, se fait en une série d'étapes chacune contrôlée par une enzyme codée par un ou plusieurs gènes. Les plantes mutantes qui ne possèdent pas le gène responsable de la glycosylation de la cyanidine, n'accumule pas de cyanidine en dépit d'une voie de biosynthèse de l'anthocyanidol intacte. Ceci indique clairement que la modification des anthocyanidols (par glycosylation) est nécessaire pour le stockage stable de pigments colorés.
La majorité des anthocyanosides sont basés sur seulement trois anthocyanidols : la cyanidine en représente 30 %, la delphinidine 22 % et la pélargonidine 18 %.
| Table 1. Fruits et légumes riches en cyanidine et en ses dérivés hétérosides concentration en mg/100 g de matière sèche |                                                                                        |                                                                                        |
| Cyanidine |                                                                                        |                                                                                        |
| Framboise rouge = 0,53 Rubus idaeus                                                                                     | Fraise = 0,50 Fragaria x ananassa                                                      | Haricot commun = 1,63 noir, entier, cru, Phaseolus vulgaris                            |
| Quelques hétérosides de cyanidine                                                                                       |                                                                                        |                                                                                        |
| Cya-3--glucoside | Sureau noir = 794,13, Mûre (Rubus) = 138,72, Cassis = 25,07, Cerise douce = 18,73      | Sureau noir = 794,13, Mûre (Rubus) = 138,72, Cassis = 25,07, Cerise douce = 18,73      |
| Cya-3--galactoside | Aronie à fruit noir = 557,67, Canneberge d'Amérique = 8,89, Pomme, entière = 0,81      | Aronie à fruit noir = 557,67, Canneberge d'Amérique = 8,89, Pomme, entière = 0,81      |
| Cya-3-rutinoside | Cassis = 160,78, Cerise douce = 143,27, Prune fraiche = 33,85                          | Cassis = 160,78, Cerise douce = 143,27, Prune fraiche = 33,85                          |
| Cya-3,5-diglucoside | Sureau noir = 17,46, Grenade, pur jus = 3,39 Haricot commun (noir, entier, cru) = 1,98 | Sureau noir = 17,46, Grenade, pur jus = 3,39 Haricot commun (noir, entier, cru) = 1,98 |
| Cya-3-diglucoside-5-glucoside                                                                                           | Chou rouge = 58                                                                        | Chou rouge = 58                                                                        |

## Hétérosides de cyanidine dans les aliments
Sur les 539 anthocyanosides recensés par Anderson et Jordheim (2006), on trouve 163 hétérosides de cyanidine chez les plantes.
Parmi ceux-ci, la base PHENOL-EXPLORER indique les 19 plus importants trouvés dans l'alimentation :
| Table 2. Hétérosides de cyanidine dans les aliments | |
|                                                     | |
| Cyanidin 3-O-glucoside                              | Framboise rouge, Fraise, Canneberge d'Amérique, Cassis, Mûre, Vaccinium augustifolium, Vaccinium corymbosum, Groseille, Groseille à maquereau, Aronie à fruit noir, Sureau noir, Raisin noir, Pêche, Cerise douce, Cerise acide, Prune, Nectarine, Orange sanguine, Grenade, Haricot commun noir, Olive, Laitue |
| Cyanidin 3,5-O-diglucoside                          | sureau noir, grenade |
| Cyanidin 3,5-O-glucoside                            | chou rouge |
| Cyanidin 3-O-(6"-acetyl-galactoside)                | Vaccinium augustifolium, Vaccinium corymbosum |
| Cyanidin 3-O-(6"-acetyl-glucoside)                  | Vin, Vaccinium augustifolium, Vaccinium corymbosum |
| Cyanidin 3-O-(6"-caffeoyl-glucoside)                | Groseille à maquereau (Ribes uva-crispa) |
| Cyanidin 3-O-(6"-dioxalyl-glucoside)                | Mûre (Rubus) |
| Cyanidin 3-O-(6"-malonyl-3"-glucosyl-glucoside)     | Oignon rouge |
| Cyanidin 3-O-(6"-malonyl-glucoside)                 | Mûre, Orange sanguine, Laitue, Oignon rouge |
| Cyanidin 3-O-(6"-p-coumaroyl-glucoside)             | Cassis, Raisin noir, Groseille à maquereau |
| Cyanidin 3-O-(6"-succinyl-glucoside)                | Fraise |
| Cyanidin 3-O-arabinoside                            | Canneberge d'Amérique, Vaccinium augustifolium, Vaccinium corymbosum, Aronie à fruit noir, Pomme |
| Cyanidin 3-O-galactoside                            | Canneberge d'Amérique, Vaccinium augustifolium, Vaccinium corymbosum, Aronie à fruit noir, Pomme |
| Cyanidin 3-O-glucosyl-rutinoside                    | Framboise rouge, Cassis, Cerise acide |
| Cyanidin 3-O-rutinoside                             | Framboise rouge, Cassis, Mûre, Groseille, Groseille à maquereau, Surreau noir, Cerise douce et acide, Prune |
| Cyanidin 3-O-sambubioside                           | Groseille, Sureau noir |
| Cyanidin 3-O-sambubiosyl 5-O-glucoside              | Sureau noir |
| Cyanidin 3-O-sophoroside                            | Framboise rouge, Groseille |
| Cyanidin 3-O-xyloside                               | Mûre, Aronie à fruit noir, Pomme |
| Cyanidin 3-O-xylosyl-rutinoside                     | Groseille |

## Pigment coloré des plantes
Les anthocyanosides fournissent des pigments naturels pour lesquels aucune toxicité n'a été décelée.
Le colorant naturel utilisé comme additif alimentaire de code E163a est fait d'hétérosides de cyanidine. On l'extrait généralement du moût de raisin. Mais ce colorant est instable en milieu aqueux : la couleur varie suivant le pH, est sensible à la chaleur, à la lumière, aux sulfites (souvent utilisés comme conservateurs) et aux métaux (dans les boîtes de conserve).
- Bleuet Centaurea cyanus

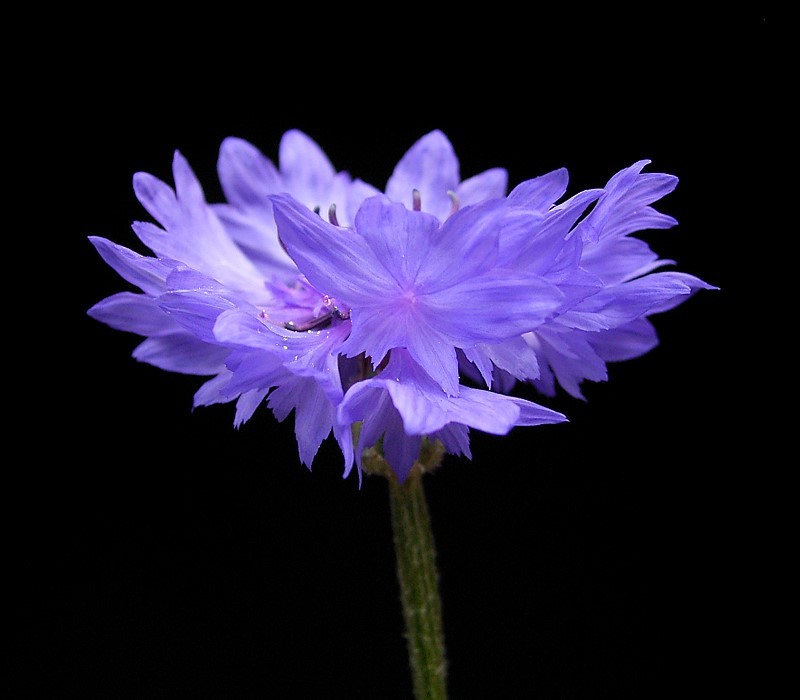
Fleur de bleuet, Centaurea cyanus, la splendeur de ses couleurs cache une chimie naturelle d'une complexité fantastique

En 1913, le chimiste allemand Richard Willstätter qui reçut le prix Nobel en 1915 pour ses travaux pionniers sur les pigments végétaux, fit l'observation surprenante que la couleur bleue des bleuets et la couleur rouge des roses venaient du même pigment anthocyanosidique. Il attribua cette variation de couleur à un changement de pH du "fluide cellulaire". Mais ultérieurement, la mesure du pH du milieu des vacuoles du bleuet donna un pH de 4.6 (acide), valeur correspondant à la forme incolore du pigment (voir anthocyane). À peu près à la même époque, au Japon, les frères Shibata, émirent l'hypothèse que la couleur bleue pouvait s'obtenir par formation d'un complexe entre un métal (comme Mg2+) et d'un anthocyanoside. La théorie du pH et celle de complexe métallique qui ont pu apparaître comme rivales contiennent en fait leur part de vérité.
Après s'être poursuivie pendant un siècle, l'étude du pigment bleu du bleuet commence tout juste à nous permettre de répondre aux interrogations de Willstätter. Ce pigment, nommé protocyanine, fut isolé la première fois par Bayer en 1958, puis il fut cristallisé par Hayashi en 1961 qui démontra que c'était un composé organométallique de haut poids moléculaire composé de fer, magnésium, d'anthocyane, d'une substance de type flavonoïde et de sucres. La structure exacte de l'anthocyanoside a été décrite par Takeda en 1983 comme une cyanidine deux fois glycosylatée [1 = cyanidin 3-O-(6-O-succinylglucoside)-5-O-glucoside)], nommée centaurocyanine. La structure du flavonoïde associé est un co-pigment formé par un glucoside acylé de l'apigénine [2 = apigenin 7-O-glucuronide-40-O-(6-O-malonylglucoside)].
| 1 centaurocyanine                                                       | 2 malonylflavone                                                         | protocyanine |
| 1 centaurocyanine : cyanidin 3-O- (6-O-succinylglucoside)-5-O-glucoside | 2 malonylflavone : apigenin 7-O- glucuronide-4'-O-(6-O-malonylglucoside) | Structure cristalline de la protocyanine Six molécules de centaurocyanine 1 liées aux ions Fe3+ et Mg2+(à gauche), Six molécules 2 liés à deux ions calcium Ca2+ (à droite) |

La protocyanine fut reconstruite en mélangeant la centaurocyanine 1, la malonylflavone 2, et des ions Fe et Mg.
Enfin dans un effort de clarification, Takeda et ses collaborateurs en 2005 cherchèrent à reconstruire en laboratoire la protocyanine à partir d'ions métalliques et des composés 1 et 2 préparés à partir de protocyanine purifiée. Ils montrèrent qu'outre la présence de fer et de magnésium, la présence de calcium était essentielle pour obtenir un pigment reconstruit ayant le même spectre d'absorption dans l'ultraviolet-visible que le pigment naturel. Finalement, Shiono et als (2005) décrivent une structure cristalline aux rayons X formée de 6 molécules d'anthocyanosides 1 liées au ions Fe3+ et Mg2+ au centre, de 6 glycosides de flavone 2 liés à deux ions Ca2+. Qui eut cru que la splendeur « Des bleuets d’azur, Dans les grands blés murs » soit le résultat d'une cascade de réactions complexes contrôlées par une batterie d'enzymes codées par de multiples gènes produisant une belle structure moléculaire symétrique d'un millier d'atomes (C366H384O228FeMg).
- Volibilis Ipomoea purpurea

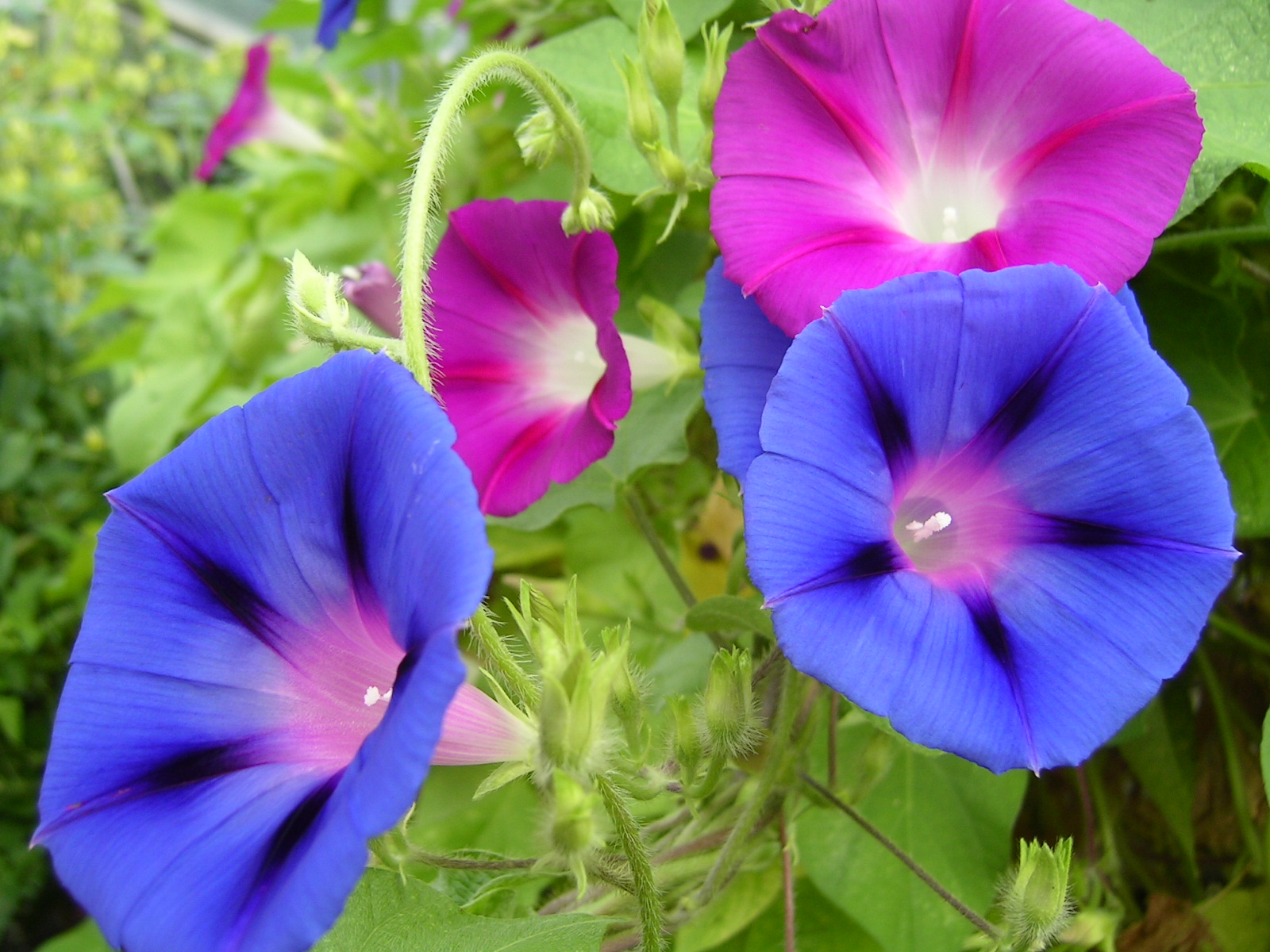
Ipomoea purpurea, le bleu de ses corolles vient de glycosides acylés de cyanidine.

L'étude des variations de couleur des fleurs de volubilis Ipomoea purpurea a mis en évidence une bonne corrélation entre la couleur et la composition en anthocyanosides. Comme la plupart des pigments des Convolvulacées, ils possèdent un sophorose (ou un glucose) acylé en position 3 (et parfois une unité glucose en position 5) de la cyanidine ou de la pélargonidine. Le sophorose, un isomère du saccharose, est constitué de deux unités glucose. Saito et ses collaborateurs ont isolé six glycosides acylés de cyanidine dans les fleurs bleu-violacé de I. purpurea. Ces anthocyanosides sont tous basés sur le 3-sophoroside-5-glucoside de cyanidine acylé avec l'acide caféique ou coumarique. La même équipe a aussi isolé six anthocyanosides avec en position 3 un sophorose (et en position 5 un simple hydroxyle OH) des fleurs brun rouge de I. purpurea. La base est un 3-sophoride de cyanidine et les cinq autres en sont des dérivés acylés d'acide caféique et d'acide glucosylcaféique. Enfin, les fleurs rouge pourpre du même volubilis ont donné des 3-sophoroside-5-glucoside de pélargonidine.
Le changement de couleur durant la floraison de Ipomoea tricolor cv. 'Heavenly Blue' est un rare cas confirmant la théorie du pH. Un seul pigment, un anthocyanoside triacylé, est à l'origine de la couleur pourpre des boutons floraux et du bleu azur clair de la fleur épanouie. C'est un système actif de transport d'ions Na+ ou K+ du cytosol dans les vacuoles qui fait passer le pH vacuolaire de 6,6 à 7,7 durant l'ouverture de la fleur. Le milieu faiblement alcalin produit le bleu azuré des pétales,.
- Œillet commun Dianthus caryophyllus

Des anthocyanosides acylés avec l'acide malique ont été isolés seulement dans les œillets. Chez l'œillet commun Dianthus caryophyllus rose foncé et rouge pourpre, ont été isolés 3, 5-di-O-
(b-glucopyranosyl) cyanidin 6" -O-4, 6"-O-l-cyclic malate et son équivalent avec la pélargonidine. L'acide malique est un bi-acide qui ferme un cycle en se liant par ses deux extrémités aux deux glucoses en position 3 et 5 de la cyanidine (ou de la pélargonidine).
|                       |                                                                                 |
| Dianthus caryophyllus | R=OH cyanidine; R=H pélargonidine Cy/Pel 3-O-(6-O-malylglucoside)-5-O-glucoside |

## Action pharmacologique
La cyanidine et ses dérivés, possède des propriétés antioxydantes  et en piégeant les radicaux libres, elle protège les cellules des dégâts de l'oxydation et réduit les risques de dommages cardiovasculaires et de certains cancers (voir anthocyanosides). Il est possible que la consommation de cyanidine inhibe le développement de l'obésité et du diabète et pourrait aussi limiter les mécanismes inflammatoires.
D'autres études ont montré que son dérivé  glucosidique peut jouer un rôle dans le traitement du cancer,,.